# 55chan
55chan foi um fórum anônimo brasileiro, administrado por Cauê Felchar. Junto com o brchan e o Dogolachan, o 55chan foi um dos imageboards lusófonos mais populares do Brasil. O site era dividido em boards correspondentes a diversos assuntos, que incluíam aleatoriedades, política, cultura japonesa, jogos e literatura. Durante sua existência, usuários do site envolveram-se em ataques a jornalistas e personalidades públicas, além de infiltrações em sistemas eletrônicos do governo brasileiro.
Em 2010, usuários do 55chan atacaram a jornalista Tatiana de Mello Dias, do Estado de S. Paulo, e vazaram suas informações pessoais após o jornal ter publicado uma matéria que mencionava o fórum. Durante o ataque, os usuários conseguiram avariar alguns serviços do site do Estadão. No decorrer do processo seletivo do ENEM em 2017, diversos usuários do 55chan invadiram sistemas do Ministério da Educação (MEC), incluindo o sistema do INEP e o SISU, e o Sistema de Cadastro do SUS (CADSUS), alterando os cursos de inscritos do exame para categorias de menor valor.
Em diversas ocasiões, usuários do site invadiram lives de mulheres e travestis na plataforma Twitch. Em 2020, vinte usuários do site invadiram uma reunião online do candidato a vereador William de Lucca (PT-SP), que é homossexual, exibindo mensagens homofóbicas e imagens de teor sexual. Ademais, o administrador do 55chan alegou também ser sido vítima de usuários banidos do próprio fórum, os quais, após terem descoberto sua identidade, teriam atrelado seu nome a um blog de ódio. Durante as eleições presidenciais de 2018, o 55chan, assim como o Dogolachan, foi tributário de internautas radicais de direita, os quais eram conduzidos ao site mediante propagandistas bolsonaristas.
O 55chan foi criado em 2007 por Konrad Georg Ethiènne Scorciapino. O 55 no nome é porque o prefixo telefônico do Brasil é +55. Konrad Scorciapino, conhecido no chan como K, é um ex-engenheiro de software do Nubank, atualmente diretor do Brasil Paralelo. Em 18 de fevereiro, Erika Hilton fez comentários ofensivos a Scorciapino, associando a criação do chan a pornografia infantil.

## Características

Posts de uma thread do 55chan em 2017; as boards estão listadas na barra superior

Similarmente ao 4chan, o 55chan tinha uma board denominada /pol/, onde se discutia assuntos políticos, comumente através de uma lente politicamente incorreta. Na board /escória/, usuários realizavam discursos de ódio a respeito de mulheres, as quais eram referidas como "depósitos de porra" (ou apenas "depósitos").
Entre outras categorias, o 55chan tinha a board /jo/ (para discussões sobre jogos em geral) e /lan/ (discussões sobre jogos multiplayer). Além dessas, o fórum também mantinha as boards /b/, /lit/, /an/ e /esp/, correspondentes aos assuntos de aleatoriedades, literatura, cultura japonesa e esportes, respectivamente. O 55chan foi construído através da engine vichan, uma fork do Tinyboard que já foi usada por diversos outros chans. O site era hospedado no domínio 55chan.org.
Os usuários do site eram chamados de "anões". Visitantes e novos usuários, os quais eram chamados de "câncer", não eram bem-vindos pelos usuários estabelecidos do fórum. Com o consentimento da maioria dos usuários, a equipe de moderação do 55chan mantinha uma política severa de correção gramatical com o objetivo de afastar novos usuários advindos de outras comunidades, como o Orkut. Usuários novos e exibicionistas eram frequentemente criticados pelos oldfags (usuários antigos) do site, que os chamavam de "o câncer que está matando o /b/". Usuários do 55chan viam sites como o brchan e o blog Bobagento, criado por Raphael Mendes, como rivais. Segundo um usuário do brchan, "no 55chan eles não gostam da cara do sujeito e [isso] já é motivo para fazer [ataques orquestrados].”

## História e controvérsias
O registro mais antigo do 55chan remonta a 2007. Em um texto introdutório do site, naquele ano, o fórum dizia que "O 55chan é uma coleção de fóruns em que é possível e recomendado se escrever anonimamente, sem registro algum. Isso traz uma série de vantagens, como criar uma comunidade unida sem que haja pessoas brigando por atenção e popularidade."
Durante a eleição presidencial de 2010, usuários do 55chan fizeram campanha irônica de apoio ao candidato Plínio de Arruda (PSOL). Assim como o Dogolachan, o 55chan foi tributário de internautas radicais de direita.

### Ataque ao site do Estadão
Em 2010, usuários do fórum atacaram o Estado de S. Paulo após o seu caderno de tecnologia Link, atualmente extinto, ter publicado um artigo intitulado "Onde Nascem os Memes no Brasil", no qual o 55chan era mencionado. A reportagem foi mal recebida pelos usuários do site, os quais repudiaram a exposição do fórum ao grande público.
Durante a controvérsia, diversos usuários enviaram trotes, pizzas e ameaças à jornalista Tatiana de Mello Dias, que assinou a matéria, e dados pessoais da mesma foram vazados. A equipe de moderação do fórum tentou remover os posts de ameaças contra a jornalista, mas não conseguiu deletar todos. O site do Estadão também foi alvo de ataques pelos usuários, que culminaram na queda parcial de seus serviços.

### Blogs de ódio e acusações contra o administrador do site
Em 2015, o administrador do 55chan, Cauê Felchar, foi acusado de manter um blog de ódio de nome Cauê Felchar: Uma Opinião Polêmica, que teria sido promovido por um outro blog extremista intitulado Tio Astolfo. Segundo Felchar, a acusação era falsa e partiu de uma quadrilha de crimes virtuais que ele havia banido do 55chan, a qual teria agido após descobrir a sua identidade. "Tentaram roubar meu chan, mas resolveram ferrar a minha vida de outra forma: criaram um site com meu nome, e com os textos de ódio deles," ele disse. O advogado de Felchar apontou, também, ao fato de que a gangue teria atrelado falsamente o nome de Emerson Eduardo Setim a posts de discurso de ódio, utilizando-se de uma imagem editada onde Setim aparecia segurando um livro de Adolf Hitler.

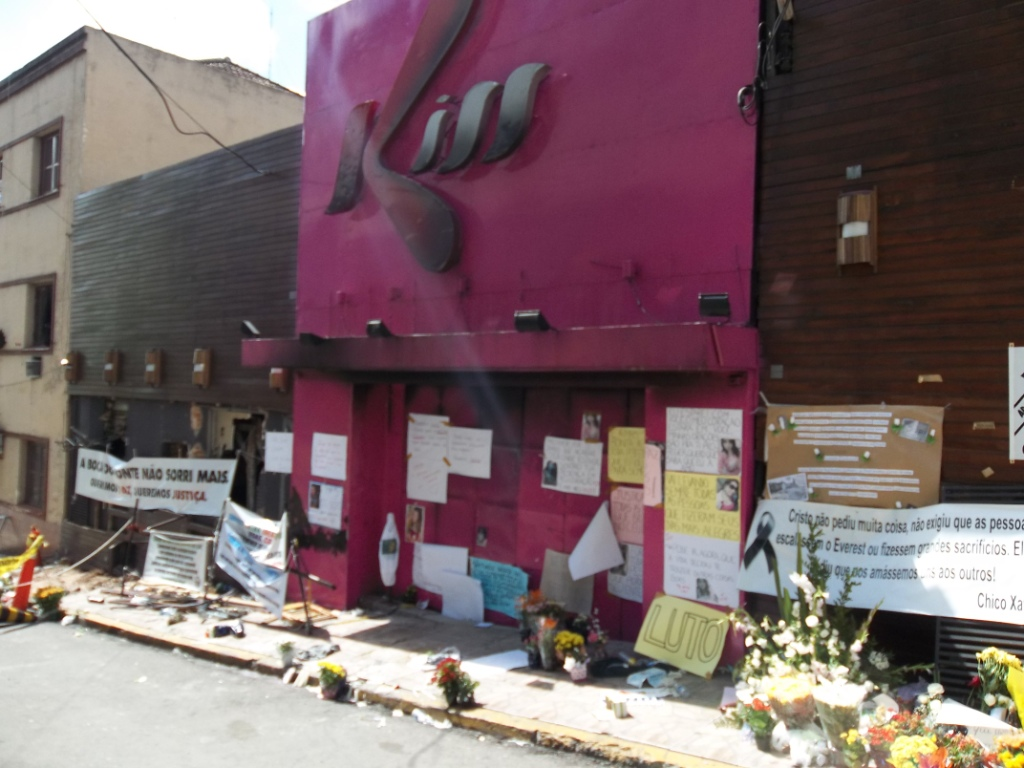
Boate Kiss em 2013, após o incêndio

No blog Tio Astolfo, internautas anônimos haviam publicado textos que faziam apologia ao estupro de mulheres. O blog também havia publicado mensagens relacionadas ao incêndio da Boate Kiss. Em uma das mensagens, um dos autores do site dizia que "Eu ri do incêndio na boate Kiss, gostaria de ver mais tragédias desta categoria." Após o site sair do ar, a OAB-CE instaurou um inquérito na Polícia Civil para investigar os autores do blog.

Mello, operador do site Tio Astolfo, em 2012

Posteriormente, descobriu-se que o blog em questão não pertencia a Felchar, mas sim a um conjunto de blogs operados por usuários do Dogolachan e o cracker Marcelo Valle Silveira Mello. O mesmo grupo também havia operado os blogs extremistas Silvio Koerich (de 2011 a 2012), Homem de Bem (2013) e Rio de Nojeira (2017 a 2018), entre outros. Adiante, o jornalista Robson Otto Aguiar também acusou Mello de operar um blog de ódio sob seu nome.

### Invasão do INEP
Durante o processo seletivo do ENEM de 2017, alguns usuários do 55chan exploraram uma falha no sistema informático do INEP, a partir da qual mudaram as opções de curso de alguns inscritos do ENEM (incluindo uma estudante que tirou a nota máxima no exame e teve seu cadastro alterado para produção de cachaça). Adiante, prints postados no fórum mostraram que usuários tiveram acesso ao Sistema de Cadastro do SUS (CADSUS), que já havia sido invadido por hackers no passado. Em um post do 55chan, um usuário ensinava os outros a burlar o sistema do SISU.
Segundo internautas, a invasão ao INEP teria sido feita mediante engenharia social e exploração de falhas em cadastros. Após a invasão, o Ministério da Educação publicou uma nota dizendo que houve relatos na imprensa de acessos indevidos aos cadastros de inscritos, o que poderia ter possibilitado mudanças de senhas e de inscrições de cursos, por mais que os sistemas do MEC e INEP não tiveram registrado tais acessos, e que planejava remeter casos individuais de acessos ilegais à Polícia Federal.

### Reação ao massacre de Suzano

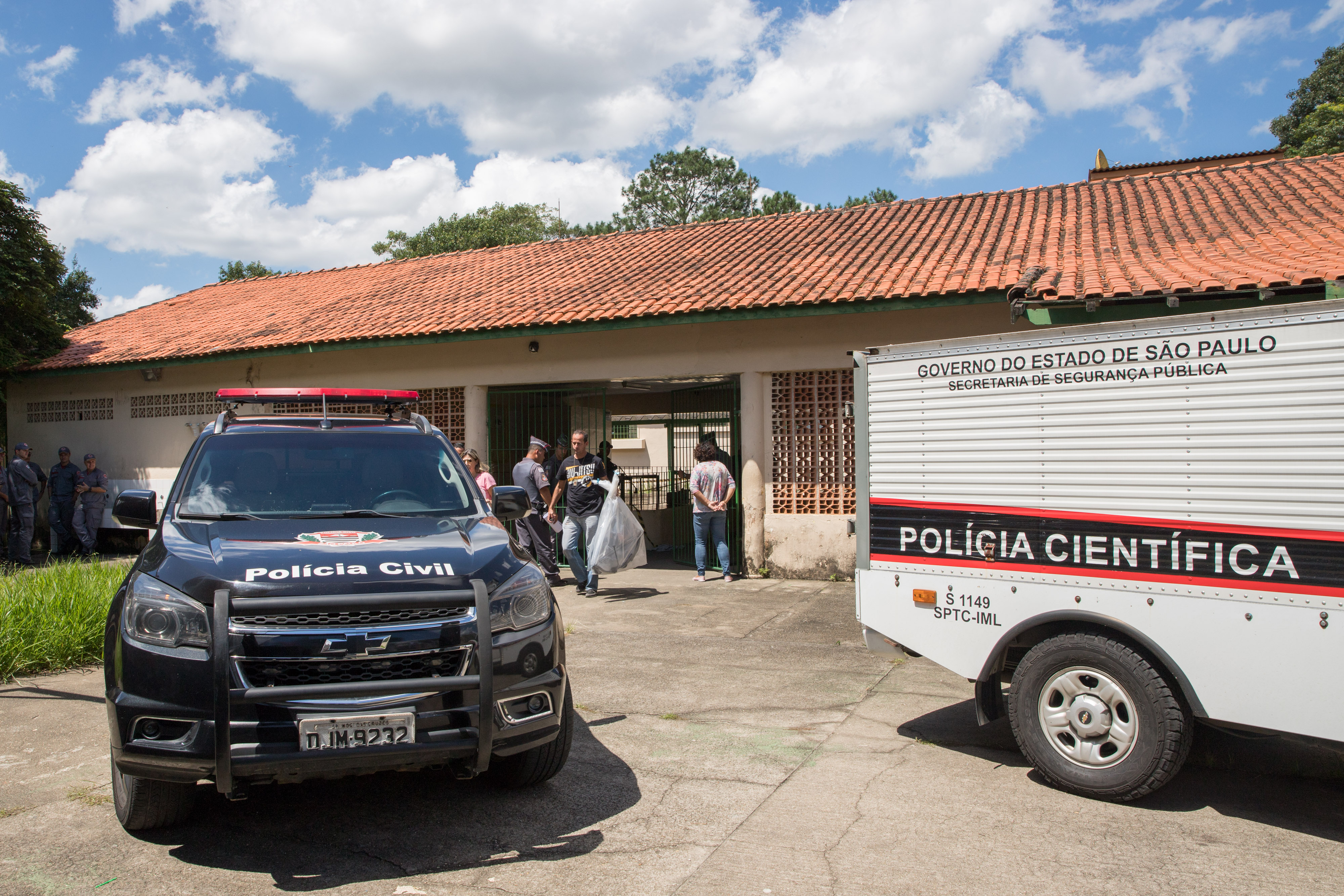
Frente da escola após o massacre

Após os jovens Luiz "luhkrcher666" Henrique e Guilherme "1guY-55chaN" Monteiro, ambos usuários do Dogolachan, realizarem um massacre em uma escola de Suzano, diversos usuários do 55chan celebraram o ataque. Adiante, o 55chan foi configurado para tocar a música Pumped Up Kicks automaticamente. Um membro do fórum publicou uma mensagem, análoga a uma frase de Getúlio Vargas, dizendo que "Luiz Henrique saiu da vida para entrar para a História".

### Invasões a livestreams e reuniões online
Usuários do site também participaram de diversas invasões a lives de mulheres e travestis na plataforma Twitch, incluindo a streamer Giulia Henne. Em 2011, usuários do site vazaram informações pessoais (incluindo RG e endereço) de uma jornalista que abordava temas de cultura nerd na internet, a qual deletou seu perfil após o ataque.
Durante a pandemia de 2020, cerca de vinte usuários do 55chan invadiram uma reunião online do candidato a vereador William de Lucca (PT-SP). Durante a invasão, usuários exibiram imagens de crianças nuas e outras com teor sexual. A reunião contava com 200 telespectadores durante o ataque, no qual de Lucca, que é homossexual, sofreu ataques homofóbicos.

### Encerramento
O 55chan teve seus servidores desligados e foi encerrado em janeiro de 2021.